# Annie Patterson
Pour les articles homonymes, voir Patterson.
Annie Wilson Patterson (27 octobre 1868 — 16 janvier 1934) est une organiste, professeur de musique, auteur, compositrice et arrangeur irlandaise.

## Biographie
Annie Patterson est née à Lurgan, Comté d'Armagh, Irlande, et est liée par la famille de sa mère à Lord Macaulay. Elle fait ses débuts à Dublin à l'âge de quinze ans et étudie à l’Alexandra College (en) et à la Royal Irish Academy of Music à Dublin (avec Robert Prescott Stewart (en)). Elle obtient son doctorat en 1889 devenant ainsi la première femme irlandaise et britannique à détenir un Doctorat en Musique. Après avoir terminé ses études, elle devient examinateur de l'Université Royale d'Irlande et travaille comme organiste et chef d'orchestre de la Dublin Choral Union et de l'Hampstead Harmonic Society. En 1897 elle a cofonde le festival Feis Ceoil (en) à Dublin. La médaille Dr Annie Patterson est décernée en son honneur lors du festival. En 1909, Patterson devient organiste à Saint-Anne à Shandon (en), dans le Comté de Cork.
Patterson a composé des cantates sacrées et profanes, des œuvres orchestrales et des chansons sur des thèmes irlandais. Elle a également écrit des poèmes, des essais ainsi que des articles et des livres sur la musique. Elle a publié des articles dans The Girl's Own Paper (en) en Angleterre et une série d'articles sur la musique dans le Weekly Irish Times de 1899 à 1901. Elle a publié dix livres, y compris un texte sur la musique folklorique Irlandaise, et une biographie de Robert Schumann pour le Master Musician’s Series. En 1924, elle succède à Carl Hardebeck (en) comme chargé de cours sur la musique Irlandaise au département de musique de l'Université de Cork où elle travaille jusqu'à sa mort en 1934.

## Œuvres
- Six Original Gaelic songs (Londres : Boosey & Co., 1896)
- Go mairidh ár nGaedhilg slán. Rallying song of the Gaelic League (Dublin : Connradh na Gaedhilge, 1905)
- Red Hugh, or Life and Death of Hugh Roe O'Donnell, Lord of Tyrconnaill. Drame en trois actes (Dublin : M.H. Gill & Son, 1905)
- Ivernia. An Arrangement of Irish Airs for Pianoforte (Londres : Novello & Co., 1911)
- The Bells of Shandon. Part Song for S. A. T. B. (Londres : Boosey & Co., 1914)
- Ireland for ever. Irish March Song (Chorus) (Londres : Novello & Co., 1919)
- A Lay of Spring. Song (Londres : Novello & Co., 1921)
- Once in Olden Time. A Christmas Carol (Londres : Novello & Co., 1921)
- Brothers. Choral March-Song (Londres : Duff, Stewart & Co., 1924)
- Traditional Irish Airs, vol. 1 (Dublin : Browne & Nolan, 1924), vol. 2 (1925)
- The Jolly Ploughboy. From the Bunting Collection, Arranged for S. A. T. B. (Londres & Glasgow : Bayley & Ferguson, 1928)
- King Cormac. A Musical Monograph on Irish Folk-Song from the O'Neill Collection, Op. 35. No. 1 (Dublin : Pigott & Co., 1928)

## Écrits
- The Story of Oratorio (Londres & New York: Walter Scott Publishing Co., 1902)
- Chats with Music Lovers (Londres, 1905)
- Schumann (Londres : J.M. Dent & Co, 1908)
- Beautiful Song and the Singer. An Appreciation of the Methods of Jenny Lind (Dublin : Hely's, 1909)
- How to Listen to an Orchestra (Londres : Hutchinson & Co., 1913)
- The Profession of Music and How to Prepare for it (Londres : Wells Gardner & Co., 1926)

## Source
- (en) Cet article est partiellement ou en totalité issu de l’article de Wikipédia en anglais intitulé « Annie Patterson » (voir la liste des auteurs).